# Asenovo (Pleven)
Asenovo (bulgariska: Асеново) är ett distrikt i Bulgarien. Det ligger i kommunen Obsjtina Nikopol och regionen Pleven, i den centrala delen av landet, 150 kilometer nordost om huvudstaden Sofia.
Trakten runt Asenovo består till största delen av jordbruksmark. Runt Asenovo är det ganska tätbefolkat, med 144 invånare per kvadratkilometer.